# Юрино (Порховский район)
Юрино — деревня в Порховском районе Псковской области. Входит в состав сельского поселения «Славковская волость».
Расположена на юге района, в 1 км к югу от деревни Тинеи и в 52 км к юго-западу от города Порхов.

## Население
Численность населения деревни на 2000 год составляла 43 жителя.

## История
До 3 июня 2010 года деревня входила в состав ныне упразднённой Митрофановской волости с центром в д. Тинеи.